# Esquirol d'Arizona
L'esquirol d'Arizona (Sciurus arizonensis) és una espècie de rosegador de la família dels esciúrids. Viu a Mèxic i els Estats Units, on se'l troba a altituds d'entre 1.120 i 2.700 msnm. Els seus hàbitats naturals són els boscos caducifolis riberencs i els boscos mixtos situats als congosts i les vores dels rierols. Està amenaçat per la destrucció a causa d'incendis.